# Von der Freiheit eines Christenmenschen

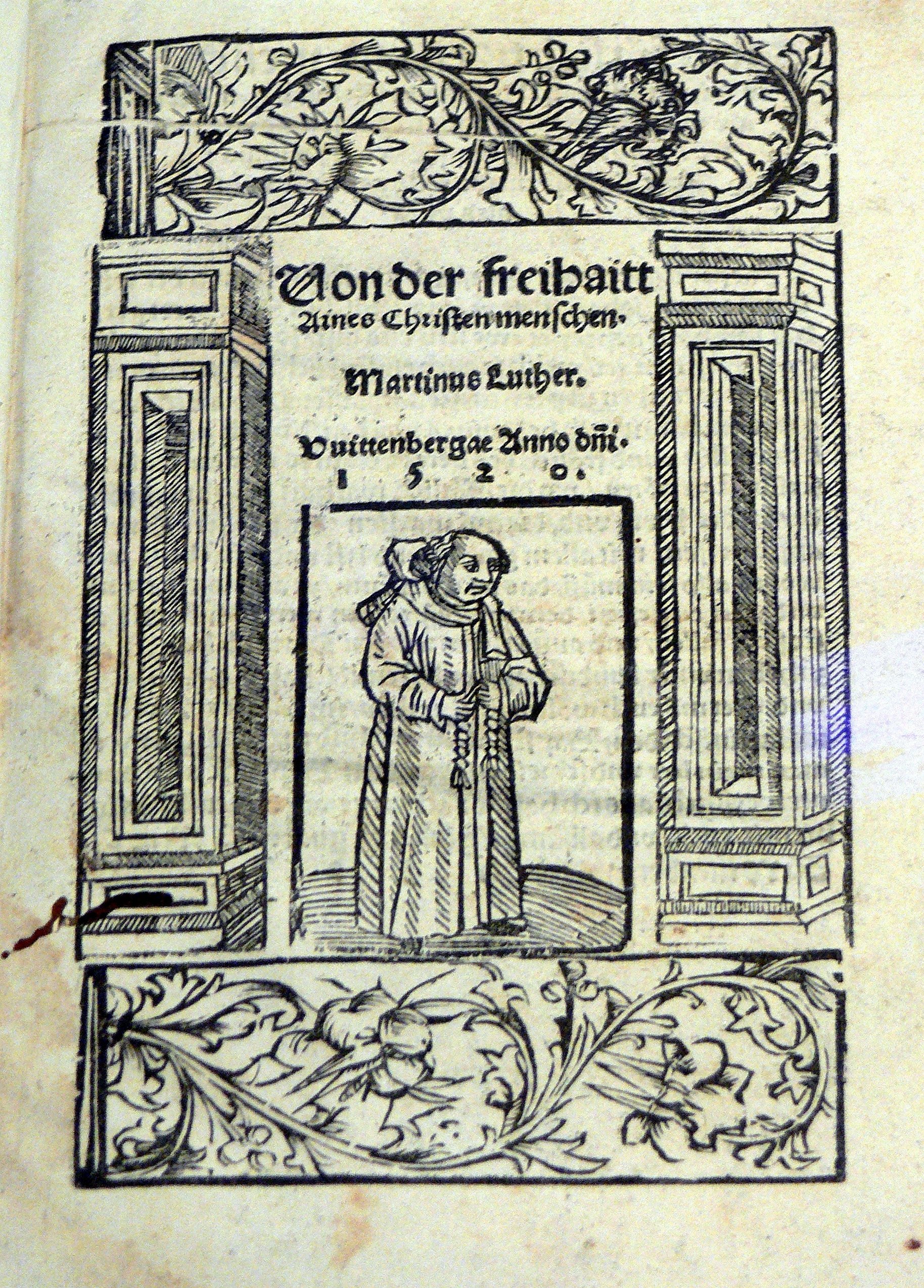
Titelseite der Schrift (1520)

Von der Freiheit eines Christenmenschen (lateinischer Titel: De libertate christiana) ist der Titel einer Denkschrift Martin Luthers aus dem Jahr 1520. Das Werk zählt zu den sogenannten reformatorischen Hauptschriften Luthers und zu den bedeutendsten Publikationen der Reformationszeit. Die lateinische und deutsche Variante der Denkschrift unterscheiden sich der Länge und dem Inhalt nach.

## Anlass
Anlass für die Schrift war die gegen Martin Luther gerichtete päpstliche Bannandrohungsbulle Exsurge Domine vom 15. Juni 1520. Der frühere päpstliche Gesandte Karl von Miltitz aus Sachsen versuchte im Streit zwischen Luther und dem Papsttum zu vermitteln, indem er Luther zur Abfassung eines Versöhnungsbriefs an Papst Leo X. und einer kleinen, dem Papst gewidmeten Schrift aufforderte. Die deutsche Variante der Schrift richtete Luther nach eigener Aussage an Hermann Mühlpfordt, den Stadtvogt von Zwickau in Sachsen, weil er von ihm gehört hatte und ihn kennenlernen wollte.

## Ursache und Zielrichtung
Im Mittelalter rebellierten zahlreiche Neuerer gegen eine moralisch verkommene Kirche. Sie wollten die fehlgelaufene Geschichte korrigieren (lateinisch corrigere), die Kirche der Frühzeit wiederherstellen (restituere), eine verkrustete Lehre erneuern (renovare) und die kirchlichen Ämter umgestalten (reformare). Im Jahr 1520 war die Reformation schon einige Jahre im Gange. Martin Luthers Schrift Von der Freyheyt eyniß Christen menschen  ist die Dritte seiner reformatorischen Hauptschriften.
Der alte Begriff der „Gerechtigkeit Gottes“ war Martin Luther zutiefst verhasst. Seinem alten Gerechtigkeitsbegriff lag die Vorstellung der iustitia distributiva („verteilende Gerechtigkeit“) zugrunde. Nach dieser Gerechtigkeitskonzeption bekommt jeder das, was ihm zusteht (suum cuique – jedem das Seine). Es gab eine Fülle überlieferter Richtlinien, Bräuche und Vorschriften, die derart missverstanden wurden, dass ein Mensch in der Lage sei, durch die Erfüllung von Beichtauflagen sowie Frömmigkeitsübungen die Lebensantwort auf das Rechtfertigungswerk Christi geben zu können (Taten der Liebe, aber auch Reliquienverehrung, Ablasszahlungen oder Messen). Martin Luther glaubte dies nicht. Im Gegenteil – er selbst hatte bis zur Entdeckung der Gnade  immer am Bewusstsein seiner Sündhaftigkeit und des drohenden Gerichts gelitten. Er kannte das schlechte Gewissen, das Scheitern an den Geboten und Angst vor Verdammnis.

„Wenn nun der Mensch aus den Geboten sein Unvermögen gelernt und empfunden hat, sodass ihm nun angst wird, wie er dem Gebot Genüge tun kann – zumal das Gebot erfüllt sein muss oder er verdammt sein muss –, so ist er recht gedemütigt und zunichte geworden in seinen Augen, findet nichts in ihm sich, womit er gut werde“

„Wenn du nun aus lauter guten Werken beständest bis auf die Fersen, so wärst du trotzdem nicht rechtschaffen und gäbest Gott darum noch keine Ehre und erfülltest also das allererste Gebot nicht.“

Im zweiten Absatz des Abschnitts „Rechtfertigung und Reformation“ im Artikel „Rechtfertigung (Theologie)“ ist dargelegt, wie Luther gründlich recherchiert hatte und sich auf Paulus und die Kirchenväter berief. Dazu kamen sein eigenes Erleben und seine Gewissensstärke, sodass er beim Reichstag zu Worms (1521), selbst wenn es seinen Tod hätte bedeuten können, nicht widerrief.

„… wenn ich nicht durch Zeugnisse der Schrift und klare Vernunftgründe überzeugt werde; denn weder dem Papst noch den Konzilien allein glaube ich, da es feststeht, daß sie öfter geirrt und sich selbst widersprochen haben, so bin ich durch die Stellen der heiligen Schrift, die ich angeführt habe, überwunden in meinem Gewissen und gefangen in dem Worte Gottes. Daher kann und will ich nichts widerrufen, weil wider das Gewissen etwas zu tun weder sicher noch heilsam ist. Gott helfe mir, Amen!“

Auch mit seiner Schrift Von der Freyheyt eyniß Christen menschen appellierte er im Oktober 1520 an ein neues Konzil, um die damalige Fachwelt der Theologen von der Gnade Gottes zu überzeugen (vgl. Heidelberger Disputation 1518). Martin Luther vertrat hier radikal die Auffassung aus der Bibel:

„So halten wir nun dafür, dass der Mensch gerecht wird ohne des Gesetzes Werke, allein durch den Glauben.“

„Willst du alle Gebote erfüllen, von deiner bösen Begierde und Sünde gelöst werden, wie es die Gebote erzwingen und fordern, siehe da, glaub an Christus, in welchem ich dir zusage alle Gnade, Gerechtigkeit, Frieden und Freiheit. Glaubst du, so hast du; glaubst du nicht, so hast du nicht. Denn was dir unmöglich ist mit allen Werken der Gebote, deren viele und doch ohne Nutzen sein können, das wird dir leicht und kurz durch den Glauben.“

Von der Freyheyt eyniß Christen menschen markiert eine geistesgeschichtliche Grenze zwischen Mittelalter und Neuzeit. In den Thesen postulierte er die Summe der christlichen Freiheiten. Diese stehen nicht unabhängig nebeneinander, sondern stellen nach heutigem Verständnis eher eine Argumentationsreihenfolge dar. Der zentrale Gedanke besteht in einer Umkehrung der bis dahin geltenden Grundauffassung der Beziehung zwischen Religion und Freiheit.
Luthers Text hatte – von ihm selbst ungewollt – bedeutenden Einfluss auf den Deutschen Bauernkrieg, da die aufständischen Bauern den Begriff Freiheit (von Luther in rein theologischem Sinn verwendet) auf ihre weltliche Lebenssituation bezogen und deshalb in den Zwölf Artikeln das Ende der Leibeigenschaft von ihren Grundherren forderten. Luther distanzierte sich 1525 mit seiner Schrift Wider die mörderischen Rotten der Bauern jedoch scharf von dieser Gewalt rechtfertigenden Lesart seines Textes. Mittelbar rechtfertigte er durch die Schrift von 1525 die Gewalt „von oben nach unten“, gegen die Bauern.

## Aus dem Inhalt dieser Luther-Schrift
Die folgenden Zitate wurden dem Modernisierten Text der Luther-Schrift  entnommen. Die jeweiligen Abschnitte der Schrift sind folgendermaßen nummeriert: „Zum 1.:“ bis „Zum 30.:“.
Die Evangelische Freiheit wird durch folgende Stellen der Luther-Schrift oft zitiert:

„Zum 1.: Ein Christenmensch ist ein freier Herr über alle Dinge und niemand untertan.“

„Zum 1.: Ein Christenmensch ist ein dienstbarer Knecht aller Dinge und jedermann untertan.“

|          | Freiheit | Dienstbarkeit | Bibelstellen   |
| -------- | --- | --- | -------------- |
| Zum 2.:  | Geistliche Natur, neuer innerlicher Mensch | Fleischliche Natur, leiblich Fleisch und Blut                                                                                      | (Röm 8,4–6 )   |
| Zum 6.:  | Evangelium und Glaube | Eigene Werke | (Röm 1,17 )    |
| Zum 7.:  | Seligkeit | Unseligkeit | (Mk 16,16 )    |
| Zum 8.:  | Verheißung oder Zusage | Gebot oder Gesetz Gottes | (1 Kor 9,19 )  |
| Zum 9.:  | Glaube an Christus: Gnade, Gerechtigkeit, Frieden und Freiheit | Scheitern an den Geboten, Unvermögen und Angst                                                                                     | (Röm 7,22–25 ) |
| Zum 15.: | Könige und Priester mit Christus, „dies ist eine geistliche Herrschaft“, „eine wertvolle Freiheit und Macht der Christen!“ | Keine leibliche (o. weltliche) Herrschaft, „wir müssen leiblich sterben“ – betroffen von leiblicher Unterdrückung, Tod und Leiden. | (1 Petr 2,9 )  |
| Zum 30.: | „Durch den Glauben fährt er über sich in Gott [hinaus]“, „Siehe, das ist die rechte christliche Freiheit, die das Herz frei macht von allen Sünden, Gesetzen und Geboten, welche alle andere Freiheit übertrifft, wie der Himmel die Erde.“ | „aus Gott fährt er wieder unter sich durch die Liebe“ etwa: Durch göttliche Liebe jedem freundlich dienend.                        | (Joh 1,51 )    |

Der zentrale Bibeltext, auf den sich die gesamte Luther-Schrift stützt, ist:

„Denn obwohl ich frei bin von jedermann, habe ich doch mich selbst jedermann zum Knecht gemacht, auf dass ich möglichst viele gewinne.“

Der Text Luthers lehrt mit hochzählendem „Zum x.:“ den immer tiefer werdenden Christlichen Glauben, der am Schluss in eine wunderbare Freiheit mündet. Die obige  – unvollständige  – Tabelle zeigt diese Weiterentwicklung und Zunahme des Glaubens.
1. Stufe: Sachlich nüchterne Auseinandersetzung mit Fakten
2. Stufe: Erschrecken über die hohen Erwartungen Gottes. Seine moralischen und ethischen Maßstäbe können von fehlbaren Menschen nicht erfüllt werden. Auch die Frage, ob wir genügend Liebe für Feinde aufbringen, müssen wir oft mit „nein“ beantworten. Die Aussicht, mit diesen Maßstäben im jüngsten Gericht gemessen zu werden, macht eine Höllenangst.
3. Stufe: Die liebende Hand Gottes richtet uns auf, befreit uns und befähigt uns  – Beispiele: (Jesaja 6,5–8 LUT) und (Offenbarung 1,17 LUT). Nun mit Gott verbunden, können wir in tiefer Geborgenheit mit Leichtigkeit und Kraft laufen. So belebt von Gott, können wir Großes leisten und vieles besser machen. Auch dann wenn wir auf dieser Erde niemals perfekt werden, haben wir millionenfache neue Chancen. Auf diese Weise sind wir fest in seiner Gnade verankert.

## Ausgaben
Es existieren folgende Erstdrucke des Traktats:
- Von der Freyheyt eyniß Christen menschen, erschienen bei Johann Grünenberg, Wittenberg 1520.[6]
- Tractatus de libertate Christiana, erschienen bei Johann Grünenberg, Wittenberg 1520.[7]

Die deutsche Fassung ist adressiert an Hermann Mühlpfordt, den Stadtvogt von Zwickau in Sachsen. Sie gliedert sich in dreißig Thesen. Die lateinische Fassung ist länger und nach Sinneinheiten gegliedert. Luther richtete sie an Papst Leo X. In der Forschung ist umstritten, welche Variante Luther zuerst schrieb. Nach Reinhold Rieger ist die lateinische Fassung als eine zweite, verbesserte Auflage der deutschen anzusehen.

## Überlieferung
2015 fand der amerikanische Forscher James Hirstein im Bestand der Bibliothek des Beatus Rhenanus in der Humanistenbibliothek in Schlettstadt ein Exemplar der Erstausgabe von 1520 mit Luthers eigenen handschriftlichen Anmerkungen und Änderungen für die zweite Auflage, welche 1521 in Basel erschienen war.